# ボリ・ボリンゴリ＝ムボンボ
ボリ・ボリンゴリ＝ムボンボ（Boli Bolingoli-Mbombo、1995年7月1日 - ）は、ベルギーとコンゴ民主共和国のサッカー選手。KVメヘレン所属。ポジションはLBまたはLW。

## 経歴
2019年7月3日、セルティックFCと4年契約を締結した。
2020年9月13日、イスタンブール・バシャクシェヒルFKへシーズン終了までローン移籍すると発表された。
2022年2月22日、ロシア・プレミアリーグのFCウファへローン移籍。だが2022年ロシアのウクライナ侵攻を受け、契約は早期に打ち切られた。
2022年7月12日、ボリ・ボリゴリはベルギー・ファースト・ディビジョンAのクラブ、メヘレンに完全移籍し、2年契約を結んだ。これにより、彼は5年ぶりにベルギーへ復帰した。 2024年7月5日、ボリゴリはスタンダール・リエージュと2年契約を結んだ。

## 人物
いとこのジョルダン・ルカク、ロメル・ルカクもサッカー選手で共にベルギー代表である。
2020年8月9日、キルマーノック戦前にクラブに無断でスペインに渡航し、新型コロナウイルスの検疫規則に違反したために、スコットランドのニコラ・スタージョン首相はセルティック戦の2試合の延期を発表した。